# Cantón Rioverde
Rioverde es un cantón, cuya municipalidad está en la provincia de Esmeraldas. Su cabecera cantonal es la ciudad de Rioverde, fundada por el científico Pedro Vicente Maldonado en el año 1743. Su población es de 31.992 habitantes, tiene una superficie de 1.506 km².  Su alcalde actual para el período 2023 - 2027 es Joffre Quintero Bolaños.  Tiene un clima cálido - húmedo con una temperatura promedio de 25 °C, con una altitud de 0 a 495 m s. n. m.

## Límites
- Al norte con el Océano Pacífico
- Al sur con el Cantón Quinindé
- Al este con el Cantón Eloy Alfaro
- Al oeste con el Cantón Esmeraldas

## División política
Rioverde tiene seis parroquias:

### Parroquias urbanas
- Rioverde (cabecera cantonal)

### Parroquias rurales
- Chontaduro
- Chumundé
- Lagarto
- Montalvo
- Rocafuerte